# Гева-Биньямин
Гева-Биньямин (также известно как Адам) — израильское поселение в ближайших окрестностях Иерусалима. Названо в честь израильского генерала (алуфа)  заместителя главнакомандущего Адама Йекутиэля (1927—1982), погибшего в Ливане. В Гева-Биньямин проживают как светские, так и религиозные евреи. Поблизости от поселения находится памятник бронзового века, известный как Кубур бани Исраил. Административно относится к региональному совету Мате-Биньямин.

## История
26 июля 2018 года арабский террорист совершил нападение на жителей поселения с ножом и ранил трех человек. Он был застрелен.

## Население
По данным Центрального статистического бюро Израиля, население на начало 2020 года составляло 5 682 человека.